# Юлія Берберян
Юлія Берберян (нар.. 6 жовтня 1944, Перуштиця, Болгарія) — болгарська тенісистка, тренерка з тенісу, громадська та політична діячка.

## Походження та навчання
Народилася 6 жовтня 1944 року у вірменській сім'ї. Її предки переселилися в Болгарію під час масових вбивств вірмен в Османській імперії 1896 року.
У 1965 році сім'я Берберян переїхала на постійне проживання до США, але Юлія залишилася в Болгарії, бо одружилась з болгарським баскетболістом Георгієм Малєєвим.

## Спортивні досягнення
З 1962 по 1976 рік вона була провідною тенісисткою Болгарії, ставала багаторазовою чемпіонкою цієї країни в одиночному, парному та змішаному парному розрядах, а також переможницею Балканських ігор. При цьому з політичних причин у неї не було можливості брати участь у професійних тенісних турнірах.
З 1975 року Юлія Берберян почала займатися тренерською діяльністю. Найбільших успіхів вона добилася в роботі зі своїми дочками Мануелою, Катериною і Магдаленою, кожна з яких у різні роки входила до десятку найкращих тенісисток світу рейтингу WTA. Вона також протягом багатьох років була капітаном (тренером) збірної Болгарії в Кубку федерації, яка в 1985 і 1987 роках під її керівництвом доходила до півфіналу цього турніру. У 2005 році разом з дочками заснувала в Софії тенісний центр, де стала директором і головним тренером.

## Суспільно-політична діяльність
Юлія Берберян відома також завдяки своїй суспільно-політичній діяльності. У 1997—2001 роках вона була членом парламенту Болгарії від партії «Союз демократичних сил». З 1995 року є головою громадської організації «Болгарський жіночий союз».
Юлія Берберіян є членом опікунської ради Американського університету в Благоєвграді з 1998 року. Малєєв надає стипендії талановитим дітям із власних коштів.
У 2001 році деякі ЗМІ розпочали кампанію проти Юлії Берберян та її чоловіка Георгія Малєєва. Прокуратурою було порушено справу за звинуваченням у незадекларованих та несплачених податках за продаж землі в районі Погребіт Лозенецького району. Софійський міський суд засудив їх у 2004 році умовно, але у 2005 році Верховний касаційний суд визнав Юлію Берберян та Георгія Малєєва «громадянами з чудовими характеристиками та бездоганною поведінкою» після того, як попередні два суди винесли умовні вироки..
За моральну шкоду у 2012 році Юлія Берберян зобов'язала державу виплатити їй 10 000 лева (з відсотками) як компенсацію моральної шкоди. Юлія Берберіан подарувала ці кошти студентам математичної школи доктора Пітера Берона за участь у конференції NASA в США.
Під час протестів 2013—2014 років Юлія Берберян займала активну громадянську позицію та брала участь майже у всіх процесіях 400-денної протестної хвилі, ставши одним із символів громадянського невдоволення.

## Нагороди та визнання
Юлія Берберян нагороджена орденом «Червоний Прапор праці» (1989).
В 1995 році вийшла автобіографічна книга Юлії Берберян «Хочу, вірю, можу».